# Tranan (berg- och dalbana)
Tranan är en berg- och dalbana på Skara Sommarland. Attraktionen invigdes den 30 maj 2009. 
Tranan är enligt Skara Sommarland en helt ny typ av berg- och dalbana, som inte finns någon annanstans i världen.